# Ка-26
Ка-26 е универсален лек хеликоптер създаден от конструкторското бюро Камов за нуждите на селскостопанската авиация. Съгласно класификацията на НАТО машината получава обозначение Hoodlum.
В Авиомузей Бургас може да бъде видян Ка-26, с последен държавен регистрационен номер LZ-6024.

## История
В началото на 1960-те години на конструкторското бюро „Камов“ е поставена задача да разработи лек и икономичен хеликоптер за нуждите на селскостопанската авиация, който да може да бъде използван с различно прикачно оборудване.
Първият полет с опитния прототип, получил обозначението Ка-26, е извършен в средата на август 1965 г. След полетните изпитания машината получава сертификат по американските норми за летателна годност FAA-29, което я прави първата съветска машина, получила такъв сертификат.
Машината е показана за първи път през 1966 г. на международна изложба на селскостопанската авиация. През 1967 г. е демонстрирана на Международното авиационно изложение в Париж, Франция.
Серийното производство на Ка-26 започва през януари 1969 г. в хеликоптерните заводи в Улан Уде. Машината се произвежда до 1977 г. За този период са произведени общо 850 хеликоптера, от които 150 са изнесени в 14 държави по света. Използвана е предимно за граждански цели, но в България и Унгария е използвана и като военен хеликоптер.

## Технически характеристики
Хеликоптерът Ка-26 е изпълнен е двувинтовата съосна схема тип „летящо шаси“ с бързосменящ се прикачен инвентар, два двигателя и четириопорно шаси.
Фюзелажът на машината е с дължина 7,75 м, ширина 3,64 м и височина до главата на носещия винт 4,05 м. Компановката му е от типа „летящо шаси“ с централна платформа, имаща правоъгълна форма. Кабината за екипажа е монтирана в предната част. Носещата конструкция завършва с две опашни конзоли, върху които е монтирано опашното оперение.
Хоризонталното опашно оперение се състои от хоризонтален стабилизатор с площ 1,97 м2., размах 3,22 м и хорда 0,7 м и вертикален рул с площ 0,85 м2. Вертикалното опашно оперение има обща площ 1,2 м2 и се състои от два опашни кила, фиксирани под ъгъл 15,5° спрямо надлъжната ос на машината. В задната им част е монтиран по един рул с лонжеронна конструкция и площ 0,6 м2 всеки. Максималното им отклонение е ±25°. В горната част на фюзелажа са монтирани главният редуктор с носещата система и две гондоли за двигателите.
Кабината на екипажа е двуместна, добре остъклена, а достъпът до нея се осигурява от две страничноразположени плъзгащи се врати. Креслата на екипажа са разположени едно до друго. Зад тях е монтирано радиоелектронното и летателното оборудване. В пода на кабината е монтиран специален люк с размери 0,5 х 0,7 м, използван при спасителни операции. В пасажерски вариант хеликоптерът бързо може да бъде съоръжен със закачаща се за носещата конструкция пътническа кабина с вътрешни размери 1,25 х 1,37 х 1,84 м и вместимост шестима пътници. За превоз на едрогабаритни товари се използва специална открита платформа, която се прикача към носещата конструкция на мястото на пътническата кабина.
Шасито е четириопорно, неприбиращо се в корпуса по време на полет с гуми „полубалонен“ тип. Задните опори са снабдени с амортисьори и демпфери, омекотяващи страничните колебания. Предните опори са самоориентиращи се. Разстоянието между задните опори е 2,42 м, а между предните – 0,9 м, при база на шасито 3,48 м.
Двата съосни носещи винта са тривитлови с диаметър 13 м и разстояние между тях 1,17 м. Виталата са закрепени шарнирно за носещите винтове. Шарнирите са снабдени с хидравлични демпфери и центробежни ограничители на натоварването. Витлата са с трапецовидна форма, погледнати фронтално, и имат линейна крива от порядъка на 11,5°. Изготвени са от стъклопласт. Атакуващите им ръбове са покрити с високоустойчиво гумено покритие. В краищата им са монтирани камери, напълнени с противообледеняваща течност, циркулираща в канали вътре във витлата с помощта на специална помпа.
Хеликоптерът е снабден с два деветцилиндрови звездообразни двигателя М-14В26 с въздушно охлаждане, използвани и при хеликоптерите Ка-15 и Ка-18. Разположени са в гондоли от двете страни на фюзелажа. Двигателите са съоръжени с редуктор, центробежен едноскоростен съединител и вентилатор. Всеки двигател тежи 252 кг, има дължина 1,14 м и диаметър – 0,98 м. Максималната им мощност е 325 к.с. (242 kW).
Горивната система се състои от три резервоара с обща вместимост 630 л., разположени в централния отсек на хеликоптера. Предвидена е възможност за монтиране на два допълнителни резервоара с обща вместимост 320 л. Смазочната система се състои от маслен резервоар с вместимост 38 л, маслени радиатор и помпа.
Трансмисията се състои от два двигателни редуктора и редуктор на носещите винтове, който се свързва с двигателните редуктори с помощта на предаващи валове и муфи за сцепление. Главният редуктор е двустепенен, планетарен тип, има маса 204 кг.
Системата за управление е бустерна с механични механизми и хидроусилватели. Хидравличната система включва четири хидроусилвателя, разположени в горната част на корпуса, над централния отсек.
Въздушната система се използва за стартиране на двигателя и захранване на спирачките на главните колела. Състои се от два въздушни компресора, автомат за регулиране на налягането, въздухопроводи, филтри и клапани.
Електрическата система се състои от два генератора за постоянен ток, монтирани на всеки двигател, акумулаторни батерии и генератор за променлив ток, монтиран на главния редуктор.
Летателното оборудване обезпечава пилотаж в сложни метеорологични условия и включва радиокомпас, система за задаване на курса и радиостанция Р-860. Предните стъкла са оборудвани с чистачки и противообледенителна система.
Прикачното оборудване е разработено в осем различни варианта и се сменя в зависимност от предназначението на хеликоптера. Монтирана е система за защита на екипажа от използваните отровни химикали, състояща се от филтро-вентилационна система, създаваща в кабината повишено налягане.

## Модификации
Хеликоптерът Ка-26 се произвежда в няколко варианта:
- селскостопански вариант без пътническа кабина, с монтиран контейнер за химикали.
- транспортен вариант с кабина за 6 пътници или товарен контейнер до 900 кг.
- патрулен вариант за спасителни операции, снабден с товарна лебедка с товароподемност 150 кг.
- спасителен вариант със система за спускане на спасителни лодки ЛАС-5М3, радиостанция „Корал“, балонети за кацане върху водна повърхност и TV камера.
- летящ кран за монтажни работи с товароподемност 900 кг на външно окачване.

## Оператори

### Военни оператори
- Бенин
- България
- Унгария
- Шри Ланка
- Латвия (в полицията)

### Цивилни оператори
- СССР (в Аерофлот)
- Източна Германия (в Интерфлуг)
- България